# Right by My Side
Singles de Nicki Minaj
Starships
(2012) Take It to the Head
(2012)
Singles par Chris Brown
Birthday Cake
(2012) Take It to the Head
(2012)
Pistes de Pink Friday: Roman Reloaded
Champion
(7) Sex In The Lounge
(9)
Right by My Side est une chanson de la chanteuse et rappeuse Trinidadienne-Américaine Nicki Minaj issue de son second album studio Pink Friday: Roman Reloaded. Elle est en featuring avec l'artiste de R&B américain Chris Brown et est sortie en tant que second single le 27 mars 2012.

## Clip vidéo
Le clip vidéo, réalisé par Benny Boom, est sorti le 16 mai 2012. Le rappeur américain Nas joue le rôle du petit ami de Minaj. La vidéo montre le couple filant le parfait amour, se tenant la main, s'embrassant, appréciant la compagnie l'un de l'autre. Chris Brown apparaît également dans quelques scènes en compagnie de Minaj. En septembre 2019, la vidéo compte plus de 400 millions de vues sur Youtube.

## Classements

### Classements hebdomadaires
| Classement (2012/2013)         | Meilleure position |
| ------------------------------ | ------------------ |
| Brésil (ABPD)                  | 22                 |
| États-Unis (Hot 100)           | 51                 |
| États-Unis (R&B/Hip-Hop Songs) | 21                 |
| France (SNEP)                  | 122                |
| Royaume-Uni (UK Singles Chart) | 70                 |

### Classement de fin d'année
| Chart (2012)                   | Position |
| ------------------------------ | -------- |
| États-Unis (R&B/Hip-Hop Songs) | 17       |